# NGC 3474
NGC 3474 (również PGC 32989) – galaktyka spiralna (S), znajdująca się w gwiazdozbiorze Lwa. Odkrył ją Lewis A. Swift 24 kwietnia 1887 roku. Jest to galaktyka z aktywnym jądrem typu LINER.